# Ulrika Flodin
Kerstin Ulrika Flodin, född Johansson, född 9 februari 1975 i Alunda är en svensk friidrottare som sedan många år har varit med i landslaget på mestadels 1 500 meter, 3 000 meter och 3 000 meter hinder. Hon har tagit 60 SM-medaljer varav 48 som senior. Johansson började sin karriär i Alunda SK men tävlar idag för Rånäs 4H och bor i Söderhamn. 

## Karriär
Vid inomhus-EM i Turin år 2009 sprang hon 1 500 meter men slogs ut i försöken. Vid VM i Berlin samma år deltog hon på 3 000 meter hinder men blev utslagen i försöken trots personbästa med 9:38,88.
Vid inomhus-VM 2010 i Doha, Qatar, deltog hon på 1 500 meter men blev utslagen med tiden 4:22,94. På sommaren 2010 sprang hon 3 000 meter hinder vid EM i Barcelona men var tvungen att bryta loppet.

## Utmärkelser
Ulrika Flodin belönades år 2009 med Stora grabbars och tjejers märke nummer 500.

## Personliga rekord
| Utomhus - 800 meter – 2:07,48 (Stockholm 22 juli 2008) - 1 500 meter – 4:15,77 (Heusden-Zolder, Belgien 22 juli 2006) - 1 engelsk mil – 4:49,51 (Gamla Enskede 22 juni 2005) - 3 000 meter – 9:22,03 (Oslo, Norge 19 maj 2010) - 3 000 meter – 9:23,37 (Karlstad 23 juli 2009) - 5 000 meter – 16:17,49 (Malmö 3 augusti 2009) - 10 000 meter – 35:30,60 (Stockholm 16 juni 2015) - 10 km landsväg – 36:43 (Stockholm 9 maj 2015) - 400 meter häck – 59,06 (Helsingborg 18 maj 2008) - 400 meter häck – 59,33 (Stockholm 14 juni 2007) - 3 000 meter hinder – 9:38,88 (Berlin, Tyskland 15 augusti 2009) | Inomhus - 800 meter – 2:09,77 (Sätra 28 januari 2001) - 1 500 meter – 4:11,52 (Stockholm 10 februari 2010) - 3 000 meter – 9:05,2 (Birmingham, Storbritannien 20 februari 2010) - 2 engelska mil – 9:48,85 (Birmingham, Storbritannien 20 februari 2010) |